# Ramslöksmal
Ramslöksmal (Acrolepiopsis betulella) är en fjärilsart som först beskrevs av Curtis 1838.  Ramslöksmal ingår i släktet Acrolepiopsis, och familjen Acrolepiidae. Enligt den svenska rödlistan är arten otillräckligt studerad i Sverige. Arten förekommer på Gotland. Artens livsmiljö är jordbrukslandskap, skogslandskap.